# Adolf Gloc
Adolf Gloc (ur. 16 września 1907 w Częstochowie, zm. 10 października 1979 w Łodzi) – polski duchowny luterański, wieloletni proboszcz Parafii Ewangelicko-Augsburskiej św. Mateusza w Łodzi.

## Życiorys

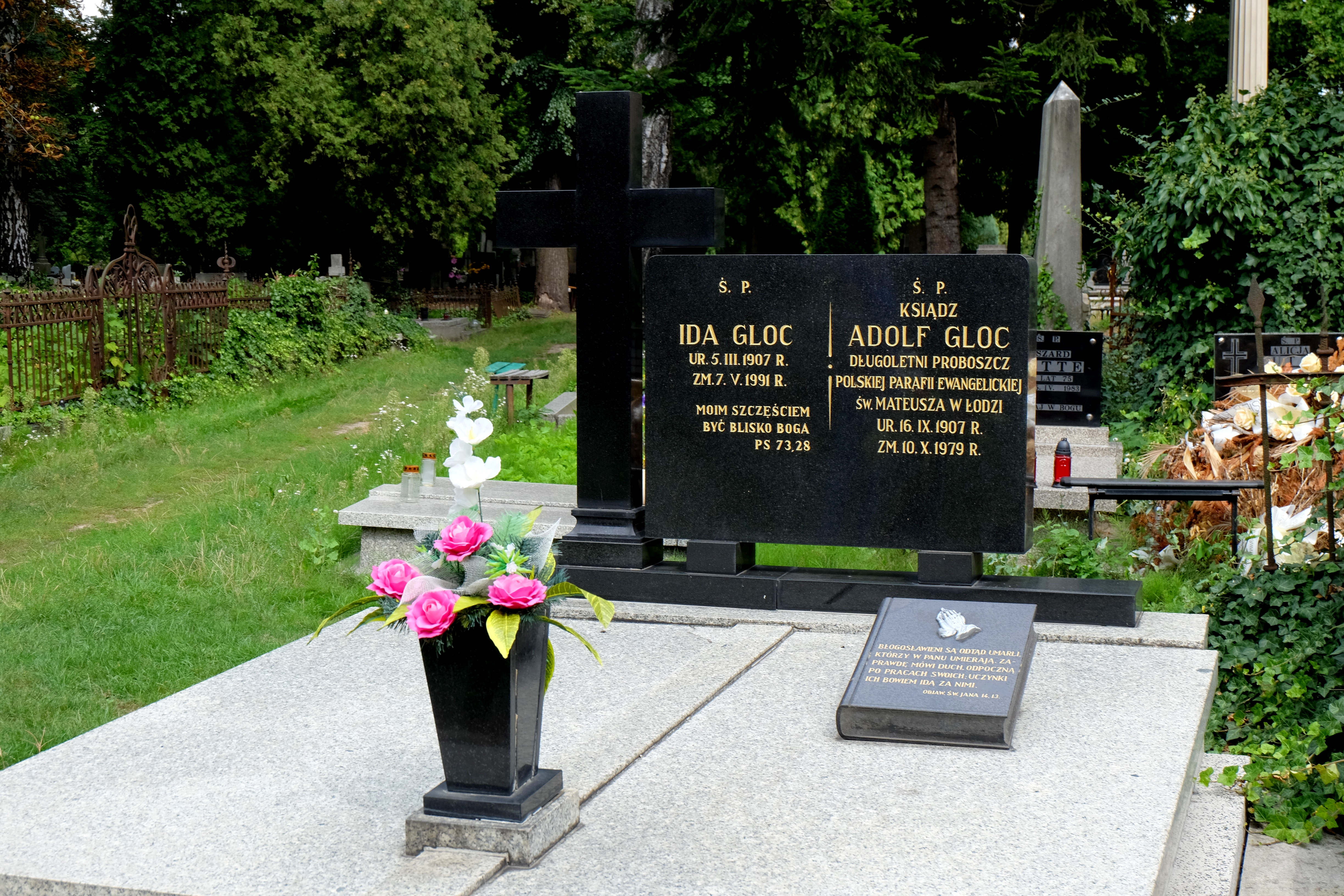
Grób ks. Adolfa Gloca w części ewangelickiej Starego Cmentarza w Łodzi

Urodził się w Częstochowie, gdzie pobierał nauki w ewangelickiej szkole powszechnej, a następnie w gimnazjum im. Henryka Sienkiewicza w Częstochowie, które ukończył w 1927 r. Po zdanej maturze rozpoczął studia na Wydziale Teologii Ewangelickiej Uniwersytetu Warszawskiego. W tym okresie był członkiem Koła Teologów Ewangelickich i Koła Studentów Ewangelików Filadelfia. Studia ukończył w styczniu 1933 roku. Ordynowany na księdza w marcu tego samego roku przez biskupa Juliusza Burschego. Skierowany następnie do pracy w Łodzi jako prefekta szkół powszechnych oraz do prac pomocniczych w Organizacji Polaków Ewangelików, przekształconej później w Polską Parafię Ewangelicką, której został wikarym. W 1938 roku mianowany kapelanem pomocniczym przy DOK Łódź. Po wkroczeniu Niemców do miasta, w grudniu 1939 r. aresztowany przez Gestapo i osadzony w więzieniu. Zwolniony z więzienia w połowie 1940 roku. Wyjechał do Częstochowy znajdującej się w Generalnym Gubernatorstwie, gdzie przebywał do czasu zakończenia wojny. W lutym 1945 Tymczasowy Konsystorz Kościoła skierował go ponownie do pracy w Łodzi. Został proboszczem administratorem parafii św. Jana i jednocześnie parafii w Aleksandrowie, Hucie Bardzińskiej, Konstantynowie, Poddębicach, Nowosolnej, Brzezinach, Turku, Zgierzu, Ozorkowie i Łęczycy. W latach 1945–1951 pełnił funkcję Radcy w Tymczasowym Konsystorzu. W latach 1950–1952 i następnie 1966–1979 był konseniorem Diecezji Warszawskiej. W kwietniu 1952 wybrany proboszczem parafii św. Mateusza. Funkcję pełni do momentu swojej śmierci w 1979 roku.
Odznaczony za działalność społeczno-charytatywną m.in. Krzyżem Kawalerskim Orderu Odrodzenia Polski, Złotym Krzyżem Zasługi, Odznaką Tysiąclecia Państwa Polskiego i Medalem 30-lecia Polski Ludowej.